# Pop-korn
Pop-korn er det niende studiealbum af den danske sanger og sangskriver Tommy Seebach. Albummet var produceret af Tommy Seebach og Søren Bundgaard, og udkom i 1986 på EMI.

## Spor
| #   | Titel                                      | Sangskriver(e)                                 | Længde |
| --- | ------------------------------------------ | ---------------------------------------------- | ------ |
| 1.  | "Du har fortryllet mig"                    | Ivan Pedersen, Søren Jacobsen, Flemming Gernyx | 3:22   |
| 2.  | "Kom og kig"                               | Tommy Seebach, Keld Heick                      | 2:34   |
| 3.  | "Pige fra top til tå"                      | Seebach, Heick                                 | 2:41   |
| 4.  | "Klø mig lidt på ryggen"                   | Torben Lendager, Pedersen                      | 3:45   |
| 5.  | "Endnu"                                    | Seebach, Heick                                 | 4:22   |
| 6.  | "Bodyguard"                                | Seebach, Heick                                 | 3:28   |
| 7.  | "Sikke du ka'"                             | Seebach, Heick                                 | 3:26   |
| 8.  | "Det' det jeg altid har sagt (heldig fyr)" | Seebach, Heick                                 | 2:47   |
| 9.  | "Hun er den eneste"                        | Seebach, Heick                                 | 3:53   |
| 10. | "Tak for i nat skat"                       | Seebach, Karsten Keler, Bente Frithioff        | 3:10   |